# Zastava Tadžikistana
Zastava Tadžikistana usvojena je u studenom 1992. kao zadnja u nizu novih zastava republika Sovjetskog Saveza. Veza sa zastavom bivšeg SSSR-a je izbor boja, crvena, bijela i zelena. 
Na sredini najšire bijele pruge nalazi se kruna okružena sa sedam zvijezda. Pri odabiru ove zastave nisu davana objašnjenja o njenoj simbolici. Smatra se da ako ikakva simbolika postoji, crvena predstavlja jedinstvo nacije, bijela pamuk i jedinstvo naroda, a zelena prirodu.